# Jurata (probošt)
Jurata (zřejmě 1. pol. 12. století – 1168) byl 4. proboštem kolegiátní kapituly v Mělníku v letech 1160–1168.

## Život
Probošt Jurata stál v čele mělnické kapituly patrně od 16. června 1160. Byl knězem, ale byl zároveň i ženatý a měl dokonce vlastního syna. Roku 1143 vyhlásil papežský legát kardinál Guido – budoucí papež Celestýn II. – i pro Čechy kněžský celibát. Rozloučil tak kněžská manželství a ti kněží, kteří nechtěli své manželství zrušit, ztratili svá obročí (beneficia). Jurata byl patrně původně dvorním kaplanem krále Vladislava. Vincentius zmiňuje, že byl roku 1145 (asi jen dočasně) exkomunikován (… Juratam,… Groznatam,… excommunicationis vinculo innodavimus) jako spolupachatel napadení Jindřicha Zdíka (prosazujícího mj. celibát) Konrádem Znojemským (který měl být knížetem podle nástupnického zákona). Je uveden na několika listinách jako svědek (1160, 1167). Jurata vlastnil část městečka Kravaře a po něm dědil jeho syn Chřen. Ten svůj díl roku 1176 vyměnil s klášterem premonstrátek v Doksanech (pravděpodobně na popoud kláštera, který při směně doplácel). Jurata zemřel v roce 1168 (toho roku je zmiňován ještě jako svědek převodu Tišnova Řádu johanitů).